# Нижние Борки (Курская область)
Ни́жние Бо́рки — село в Горшеченском районе Курской области России. Административный центр Нижнеборковского сельсовета.

## География
Село находится в восточной части Курской области, в лесостепной зоне, в пределах юго-западной части Среднерусской возвышенности, на правом берегу реки Убля, на расстоянии примерно 10 км (по прямой) к юго-востоку от посёлка городского типа Горшечное, административного центра района. Абсолютная высота — 159 м над уровнем моря.
Часовой пояс
Село Нижние Борки, как и вся Курская область, находится в часовой зоне МСК (московское время). Смещение применяемого времени относительно UTC составляет +3:00.

## Население
| 1859 | 1897  | 2002 | 2010 |
| ---- | ----- | ---- | ---- |
| 918  | ↗1283 | ↘320 | ↘244 |

Гендерный состав
По данным Всероссийской переписи населения 2010 года, в гендерной структуре населения мужчины составляли 45,5 %, женщины — соответственно 54,5 %.
Национальный состав
Согласно результатам переписи 2002 года, в национальной структуре населения русские составляли 90 % из 320 чел.

## Улицы
| - ул. Заречная, - ул. Мира, - ул. Октябрьская, - ул. Первомайская, | - ул. Садовая, - ул. Северная, - ул. Советская, - ул. Спортивная, | - ул. Строителей, - ул. Юбилейная, - ул. Школьная. |

## Известные уроженцы
- Часовских, Иван Дмитриевич (1924—2003) — советский военнослужащий, старший сержант. Полный кавалер Ордена Славы.